# Дванаеста словеначка ударна бригада
Дванаеста словеначка ударна бригада НОВЈ (позната и под називом Штајерска бригада) формирана је 24. септембра 1943. године у Мокроногу од два батаљона Шесте бригаде, једног батаљона Четврте бригаде и нових бораца из Долењске који су после капитулације Италије ступили у НОВЈ. При формирању имала је 3 батаљона са око 1,700 бораца, а после реорганизације, у новембру, 5 батаљона. До краја рата била је у саставу Петнаесте дивизије Седмог корпуса НОВЈ. Наредбом Главног штаба НОВ Словеније од 7. марта 1945. године добила је назив ударна.

## Борбени пут бригаде
У октобру 1943. напала је и уништила низ мањих немачких упоришта у долини реке Мирне, а у немачкој Октобарској офанзиви водила је 24. и 25. октобра нарочито тешке борбе са деловима 162. туркестанске, тенковске СС дивизије „Адолф Хитлер“ и Верманшафт батаљоном код Мокронога, Глободола, Острог Врха и Тршке Горе. Код Глободола је после тродневних оштрих борби са Немцима из Требња и Мирне Печи, одбацила их у полазне гарнизоне. Када је у новембру Петнаеста дивизија блокирала Ново Место, бригада је у борбама 12-16. новембра против јачих немачких снага дуж друма Ново Место-Шкоцјан, онемогућила деблокирање у Новом Месту. Крајем новембра, заједно са Четвртом бригадом онемогућила је продор Немаца и белогардиста из Новог Места према Чрномљу. Код места Чатежа (Требње) формиран је 2. децембра 1943. од делова 12. бригаде Долењски НОП одред. Бригада је 7. децембра на положајима Бучна Вас-Здиња Вас-Тршка Гора одбила напад немачко-белогардистичких бригада из Новог Места ради разбијања блокаде.
Током 1944. године постигла је неколико значајних успешних борби против немачких снага: уништење три немачка тенка између Пијаве Горице и Турјака 23. априла, уништење фабрике хартије код Радеча 2-3. јуна, потпуно уништила усташко-немачко упориште Босиљево 29-30. јуна, водила тешке борбе против немачко-домобранских јединица које су надирале из Новог Места 4. новембра, а код Ајдовца 30. новембра. У другој половини 1944, у саставу Петнаесте дивизије, водила је борбе против немачко-домобранских снага на подручју Беле и Суве крајине.
Током 1945, истакла се у борбама у рејону Водице-Свети Криж-Дол, где се два дана борила против три домобранска батаљона, у априлу је учествовала у ослобођењу Суве крајине и Кочевског рога, а у мају у ослобођењу Кочевја 3. маја и Љубљане 7-9. маја.

## Командни састав
Команданти:
- Радомир Божовић-Рацо од 24. 9. 1943. до 22. 12. 1943.
- Драго Јерман од 24. 12. 1943. до 1. 5. 1944.
- Богомил Габерц-Хусо од 1. 5. 1944. до 26. 6. 1944.
- Франц Кресе-Цобан од 30. 6. 1944. до 29. 7. 1944.
- Вид Јерич од 29. 7. 1944. до 15. 5. 1945.

Политички комесари:
- Алојз Зокаљ-Џиџи од 24. 9. 1943. до 26. 11. 1943.
- Лојзе Цоларич од 26. 11. 1943. до 10. 1. 1944.
- Франц Турнер-Костја од 10. 1. 1944. до 23. 1. 1944.
- Нико Шилих-Борис од 23. 1. 1944. до 23. 3. 1944.
- Нико Мајцен од 23. 3. 1944. до 6. 4. 1944.
- Иван Грозник-Вања од 9. 4. 1944. до 23. 4. 1944.
- Нико Силих-Борис од 25. 5. 1944. до 13. 6. 1944.
- Стефан Геберт-Степко од 13. 6. 1944. до 15. 5. 1945.

Заменици команданта:
- Илија Бадовинац-Илија од 24. 9. 1943. до 26. 11. 1943.
- Алојз Пацек-Платин од 26. 11. 1943. до 10. 1. 1944.
- Јово Вукша од 10. 1. 1944. до 15. 2. 1944.
- Тоне Жнидаршич-Стефан од 15. 2. 1944. до 1. 3. 1944.
- Леополд Гердович-Јур од 1. 3. 1944. до краја марта 1944.
- Вид Јерич од 16. 6. 1944. до 29. 7. 1944.
- Виктор Пездирц-Цми од 29. 7. 1944. до 30. 8. 1944.
- Радоје Перович од 26. 9. 1944. до 8. 1. 1945.
- Франц Качар-Боштјан од 8. 1. 1945. до 12. 2. 1945.
- Јанез Јерас-Џуле од 20. 2. 1945. до 12. 3. 1945.
- Антон Тершелич-Загар од 2. 4. 1945. до 15. 5. 1945.

Заменици политичког комесара:
- Људмила Саје-Маруша од 24. 9. 1943 до 26. 7 1944.
- Јоже Бутара од 26. 7. 1944 до 5. 5. 1945.
- Јоже Кромар од 5. 5. 1945 до 15. 5. 1945.

Начелници штаба бригаде:
- Александер Чадеж од 24. 3. 1943. до 10. 12. 1943.
- Јово Вукша од 16. 12. 1943. до 10. 1. 1944.
- Леополд Гердович-Јур од 10. 1. 1944. до 1. 3. 1944.
- Тоне Жнидаршич-Стефан од 1. 3. 1944. до 20. 3 1944.
- Томаж Слапар-Туго од 20. 3. 1944. до 9. 8. 1944.
- Франц Качар-Боштјан од 9. 8. 1944. до 8. 1. 1945.
- Радоје Перович од 8. 1. 1945. до 18. 2. 1945.
- Марјан Житник од 20. 2. 1945. до 12. 3. 1945.
- Јанез Јерас-Џуле од 12. 3. 1945 до 15. 5. 1945.